# 大原 (臺東縣)
大原，是台灣台東縣鹿野鄉的大字、傳統地域名稱，位在本鄉北部。相較於今日行政區，其範圍大致包括鹿野鄉的瑞源村、瑞隆村、瑞豐村、瑞和村。

## 歷史
大原隸屬於台東廳關山郡鹿野庄，下有「大埔尾」、「新良」、「バロハイチカソワン」小字名。日治時代初期的土地調查發現未開發的荒野－大埔原野，明治42年（1909年），設置官營移民村「大原村」，有廣大原野之意，大正2年（1913年），成為台東製糖會社的所有地後，成為本島人移民村。昭和12年（1937年），設置大字「大原」。
戰後，大原隸屬於台東縣鹿野鄉，大字亦改制為村。